# Opće dobro
Opće dobro je pojam, koji se odnosi na "dobro", koje je zajedničko nekoj zajednici. Zajedno se dijeli i daje korist svim pripadnicima zajednice. Pojam se koristi u filozofiji, teologiji, sociologiji i političkoj znanosti. Među opća dobra spadaju: voda, zrak, more, javne ceste, gradski trgovi i dr.
Etički pojam općega dobra definiran je 1963., prema socijalnom nauku Crkve, formuliran u enciklici "Pacem in Terris" pape Ivana XXIII.: "Opće dobro je skup svih uvjeta društvenog života, koji pogoduju puni razvoj ljudske osobe i društva." Opće dobro je dobro pojedinaca, a i društva u cjelini, jedno se s drugim preklapa i stapa.
Opće dobro ima za cilj osiguranje temeljnih prava svakog pojedinca u društvu. Stupanj i oblik političke moći, u vršenju vlasti, trebao bi imati dva glavna cilja: očuvanje zajednice i slobodu svojih članova. Kombinacija toga naziva se opće dobro. Svaki pojedinac ima slobodnu volju i ponekad se žrtvuje za opće dobro zajednice u kojoj se nalazi. Opće dobro nije pojedinačno vlasništvo, nego vlasništvo države.
Sud može prekršitelju propisati rad za opće dobro.